# Isola Pregraždajuščij
L'isola Pregraždajuščij (in russo Остров Преграждающий, ostrov Pregraždajuščij, in italiano "isola ostacolo") è un'isola russa che fa parte dell'arcipelago di Severnaja Zemlja ed è bagnata dal mare di Kara.
Amministrativamente fa parte del distretto di Tajmyr del Territorio di Krasnojarsk, nel Distretto Federale Siberiano.

## Geografia
L'isola è situata nella parte centro-meridionale del fiordo di Matusevič (фьорд Матусевича, f'ord Matuseviča), lungo l'isola della Rivoluzione d'Ottobre.
L'isola è di forma leggermente allungata con una lunghezza di circa 1,2 km e una larghezza di 1 km. Il punto più elevato si trova nella parte centrale e misura 35 m s.l.m.; nei suoi pressi si trova un punto per la triangolazione geodetica. Nella parte orientale si apre una piccola insenatura.
Il territorio è completamente ricoperto di ghiaccio.

## Isole adiacenti
- Isola Trudnyj (остров Трудный, ostrov Trudnyj), a ovest.